# Joachim Charles de Seiglière
Pour les autres membres de la famille, voir Maison de Soyécourt.
Joachim Charles de Seiglière de Soyécourt, marquis de Soyécourt (1725 - 5 thermidor an II / 23 juillet 1794), fut un gentilhomme français, issue d'une ancienne famille de Picardie, guillotiné sous la Terreur.

## Biographie

### Famille
Joachim Charles de Seiglière de Soyécourt était le fils de Joachim Adolphe de Seiglière de Belleforière (1686-1738), marquis de Soyécourt et Corisandre de Pas de Feuquières, fille du marquis de Feuquières. Il devint marquis de Soyécourt et de Feuquières à la mort de ses frères aînés Louis-Armand (1722- après 1783) et Antoine Adolphe (1723-1791), il détenait en outre les seigneuries de Tilloloy, Regnière-Ecluse, Harbonnières, Eaucourt-sur-Somme ainsi que la ferme des Moulineaux près de Paris. Il était capitaine de Dragons dans le Régiment d'Asfeld et épousa le 22 mars 1749 Marie Sylvine de Béranger-Sassenage issue d'une famille noble du Dauphiné. Ils eurent ensemble six enfants : 
- Louis François Adolphe de Seiglière, mort en bas âge ;
- Catherine Louise Sylvine de Seiglière, guillotinée le 24 juillet 1794, épouse de Marie Eugène Herman, comte d'Hinnisdal ;
- Éléonore Raymonde de Seiglière, épouse d'Emmanuel Comte de la Tour en Voivre ;
- Françoise Camille de Seiglière, connu sous le nom de Camille de Soyécourt, carmélite ;
- Adolphe Fois Joachim de Seiglière (1760-1786);
- Adolphine Françoise de Seiglière, morte en bas âge.

Joachim Charles de Seiglière résidait le plus souvent à Paris dans son hôtel particulier de la rue de Verneuil ou dans son château de Tilloloy, en Picardie, non loin de Roye.

### Victime de la Terreur
Quand éclate la Révolution française, Joachim Charles de Seiglière était un homme de 60 ans passés. Age de la vieillesse à l'époque. Lui et sa famille restèrent en France. Le marquis de Soyécourt faisait viser son certificat de civisme à Beuvraignes, commune proche de Tilloloy.
Alors qu'il était à Paris, le marquis de Soyécourt fut arrêté, le 12 février 1794 et incarcéré à la prison des carmes. Son épouse fut arrêtée le 13 février 1794 et détenue à la prison de Sainte-Pélagie, ses deux filles Catherine d'Hinnisdal et Éléonore de La Tour la rejoignirent. Marie-Sylvine de Bérenger-Sassenage mourut en prison le 25 mars 1794 et son corps fut déposé dans une fosse commune.
Des habitants de Tilloloy vinrent en députation demander la libération de leur ancien seigneur, en vain. Fouquier-Tinville le fit transférer avec quarante-huit autres détenus à la Conciergerie et cinq jours plus tard, après un jugement du Tribunal révolutionnaire, il fut guillotiné le 5 Thermidor an II quatre jours avant la chute de Robespierre. Sa fille Catherine d'Hinnisdal fut guillotinée le 6.
Avec la mort de Joachim Charles, la famille de Seiglière de Soyécourt s'éteignit, la famille d'Hinnisdal en fut l'héritière.

## Pour approfondir